# إيزابيلا، ملكة قشتالة
إيزابيلا هي زوجة ألفونسو السادس ملك قشتالة الرابعة، تزوجها في مايو 1100 طلقت أو توفيت في 1107، غالباً ما يتم الخلط بينها بين عشيقته زائدة التي تنصرت لاحقاً واتخد اسماً مسيحياً هي الأُخرى إيزابيلا، ولكن النقش على قبرها يضعها كـ ابنة لـ لويس ملك فرنسا ولكن هذا استيحال زمنياً، ومع ذلك هناك نظريات تضعها بورغوندية الأصل، أيضا إيزابيلا استطعت الأنجاب لـ ألفونسو السادس على عكس زوجاته أخريات ماعدا كونستانس من بورغندي التي استطعت انجاب له الوريثة والملكة لاحقاً أوراكا، بحيث أنجبت له إلبيرة التي تزوجت لاحقاً من روجر الثاني ملك صقلية، وسانشا التي تزوجت من رودريغو غونزاليس دي لارا.